# Dżafar Szamsnateri
Dżafar Szamsnateri (pers. جعفر شمس ناتری; ur. 21 września 1984) – irański zapaśnik walczący w stylu wolnym. Brązowy medalista igrzysk wojskowych w 2015 i wojskowych MŚ z 2016 roku.